# 片倉もとこ
片倉 もとこ（かたくら もとこ＝素子＝・旧姓新谷、1937年10月17日 - 2013年2月23日）は、日本の文化人類学者・人文地理学者。

## 生涯
| 年表                   | 備考 |
| ---------------------- | --- |
| 1937年10月17日         | 奈良県奈良市出身 |
| 幼少時 - 第2次大戦末期 | 上海で過ごす |
| その後                 | 国際日本文化研究センター名誉教授・元所長、国立民族学博物館名誉教授、総合研究大学院大学名誉教授 。学位は、理学博士（東京大学、1974年）。主にイスラーム世界と多文化を研究専攻とした。ただし、著作の多くはエッセイ風の読み物で、学術論文といえるものは意外に少ない |
| 1980年4月              | ニュースキャスターとして、1か月だけ『NNNきょうの出来事』に出演していた事がある。 |
| その他                 | 夫は湾岸戦争時の駐イラク大使で、のちに大東文化大学国際関係学部教授に就いた片倉邦雄 |

### 略歴
出典：片倉もとこフィールド調査資料 2021, pp. 3–7, 片倉もとこの研究歴と人物像／片倉もとこ - researchmap
- 1956年 神奈川県立湘南高等学校卒業[7]
- 1959年 米国 チャタム女子大学（英語版）に留学 - ※中東・アルジェリア等からの留学生に出会い、イスラームに興味をもつ
- 1962年 津田塾大学学芸学部英文学科卒業[2]
- 1963年 エジプト カイロ大学文学部アラビア語学科に留学（- 1965）/ アラビスト外交官の片倉邦雄と結婚
- 1968年 中央大学大学院文学研究科修士課程修了
- 1971年 米国 コロンビア大学中東研究所 客員研究員
- 1974年 東京大学大学院理学系研究科地理学専攻博士課程修了

※ワーディ・ファーティマ地域での調査研究成果を博士論文にまとめた：論文タイトル：An anthropogeographical study of Saudi-Arabian bedouin communities（ サウディ-アラビアにおける遊牧民社会の人文地理学的研究）
- 1978年 津田塾大学学芸学部教授
- 1981年 国立民族学博物館教授（1993年 退職、以後名誉教授に）
- 1985年 カナダ ブリティッシュ・コロンビア大学客員教授（- 1986）
- 1987年 アラブ首長国連邦 アブー・ザビー アラブ文献研究センター客員研究員（- 1988）
- 1989年 総合研究大学院大学教授（- 1993）(2001年 名誉教授)
- 1993年 中央大学総合政策学部教授
- 2005年5月 国際日本文化研究センター所長（- 2008年退任、名誉教授[9])
- 2013年2月23日 75歳で死去（大腸がん）[10][11]

没後2013年11月7日、片倉もとこ記念沙漠文化財団が設立される。財団の目的は、"片倉もとこの志を受け継ぎ「沙漠文化大切にし」「沙漠そのもののうつくしさをひきだす」ことにより、沙漠文化の「諒解」に寄与すること" であり、"片倉もとこ研究資料の整理とその再活用を積極的に推進していくこと" も活動の一点である。

### 主な受賞歴
出典：片倉もとこ記念沙漠文化財団, 片倉もとこ紹介 / 片倉もとこ - researchmap
- 1980年 アジア経済研究所開発途上国研究奨励賞『アラビア・ノート：アラブの原像を求めて』（日本放送出版協会刊）[13]
- 1981年 東京海上各務記念財団第1回優秀著書（文化部門）賞
- 1983年 第6回石油文化賞
- 1984年 第3回女性のためのエッソ研究奨励賞
- 1991年 大同生命地域研究奨励賞 「アラブ・イスラーム研究の新境地開拓の業績」に対して[14]

## 人物
- 京都・国際日本文化研究センターの歴代所長は梅原猛、河合隼雄、山折哲雄と生え抜きが続いていたが、関東からの初めての女性所長である[15]。
- 邦雄氏の米国駐在時に、同じく同時期に米国駐在であった小和田恆とその家族と交流があり、皇后雅子とも知り合いであった[要出典]。
- 「素子」の名は、姓名判断によると、旧姓の「新谷」では問題ないが、「片倉」姓と組み合わせると、死んでしまう不吉な字画であるため、「もとこ」表記としていた。しかし、国立民族学博物館の研究室入り口のネームプレートは、戸籍通りの「素子」表記なので、複雑な気分であったことに、自著『沙漠へ、のびやかに』の中で触れている。

## 著書

### 単著
- 〈英語版〉Bedouin village : a study of a Saudi Arabian people in transition（University of Tokyo Press, 1977）[16]
  - 〈アラビア語版〉Ahal al-Wādī（ワーディの人々）（Dār al-Qārī al-‘Arabī、1996）[17]
- 『アラビア・ノート：アラブの原像を求めて』（日本放送出版協会〈NHKブックス〉、1979年／ちくま学芸文庫、2002年）
- 『文化人類学 遊牧・農耕・都市』（八千代出版、1979年）
- 『沙漠へ、のびやかに』（筑摩書房、1987年）
- 『イスラムの日常世界』（岩波新書、1991年）
- 『イスラーム教徒の社会と生活』〈講座イスラーム世界（1）〉（栄光教育文化研究所、1994年）
- 『「移動文化考」 イスラームの世界をたずねて 』（日本経済新聞社、1995年／岩波書店〈同時代ライブラリー〉、1998年）
  - 『イスラームの世界観　「移動文化」を考える』 （岩波現代文庫、2008年）
- 『ゆとろぎ イスラームのゆたかな時間』（岩波書店、2008年）
- 『やすむ元気もたない勇気 「ゆとろぎ」の思想に学ぶ知恵』（祥伝社、2009年）
- 『旅だちの記』（中央公論新社、2013年）※遺著

### 共著
- 『いまアジアを考える（3）』（三省堂選書（131）、1986年）

### 編著
- 『人々のイスラーム その学際的研究』（日本放送出版協会、1987年）
- 『イスラーム世界事典』（片倉編集代表、編集委員：加賀谷寛、後藤明、内藤正典、中村光男、明石書店、2002年）
- 『イスラーム世界』（梅村坦、清水芳見との編著、岩波書店、2004年）

### 訳書
- D.P.コウル（英語版）『遊牧の民 ベドウィン』（社会思想社〈現代教養文庫 1062〉、1982年）
- ルカイヤ・ワリス・マクスウド（英語版）『イスラームを知る32章』（片倉監訳・解説、武田信子訳、明石書店、2003年）

## 片倉もとこフィールド調査
"サウディ・アラビア、マッカ州のワーディ・ファーティマ（Wādī Fāṭima）地域を調査地として選定……1968年12月～1970年8月にかけての20か月間にわたり、集約的なフィールド調査をなしとげ、その後も1971～1975年にかけて毎年のように同地を訪れ、1982～1983年、1988年、そして2003年にも再訪している"。
"アラビア半島西部に位置する調査地ワーディ・ファーティマは、水と緑に恵まれたオアシス社会が長期にわたり形成された地域として知られる。イスラームの聖地マッカやマディーナと紅海に臨む港町ジッダを結ぶ交通路の途上に位置する"。
新たな調査グループによる再調査期間は2015年～2019年、2015年は片倉邦雄も同行。
- 西尾哲夫・縄田浩志（編）「片倉もとこフィールド調査資料の研究」（PDF 8.1MB）『国立民族学博物館 調査報告』第153巻、国立民族学博物館、2021年10月29日、i-vii頁,1-216頁。
  - 片倉もとこによるサウディ・アラビア、ワーディ・ファーティマ地域を対象とするフィールド調査資料の学術的特徴について doi:10.15021/00009858
  - 片倉もとこによるサウディ・アラビア、ワーディ・ファーティマ地域を対象とするフィールド調査資料、特に写真資料の社会的特徴について doi:10.15021/00009859
  - 片倉もとこによるサウディ・アラビア、ワーディ・ファーティマ地域を対象とするフィールド調査写真のアーカイブ登録について doi:10.15021/00009860
  - 国立民族学博物館収蔵倉もとこ収集資料とサウディ・アラビア、ワーディ・ファーティマ社会開発センター所蔵生活用具との比較研究 doi:10.15021/00009861
  - サウディ・アラビア、ワーディ・ファーティマ地域における衣服の変化とリバイバル doi:10.15021/00009862
  - 片倉もとこフィールド調査写真によるリピート写真撮影と新旧比較写真の作成 doi:10.15021/00009863
  - ワーディ・ファーティマ 8mm 映像と片倉もとこインタビュー doi:10.15021/00009864

## 関連サイト
- “一般財団法人 片倉もとこ記念沙漠文化財団”. 2024年1月4日閲覧。
  - 片倉もとこの文章 - ※1960年代からおよそ半世紀にわたる研究生活の中で書き記した多くの文章から一部を紹介している
- 片倉もとこ記念沙漠文化財団 MOKO-FDC (@MOKO_FDC) - X（旧Twitter）